# Eddie the Head

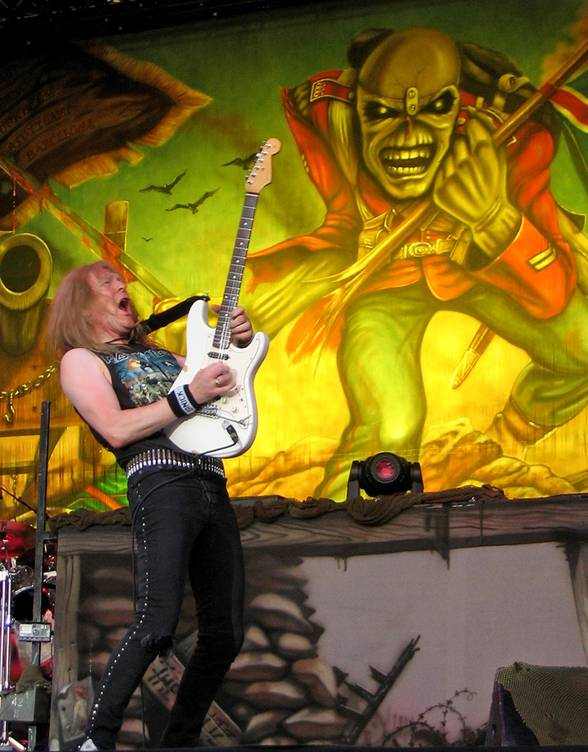
Janick Gers y "The Trooper Eddie".

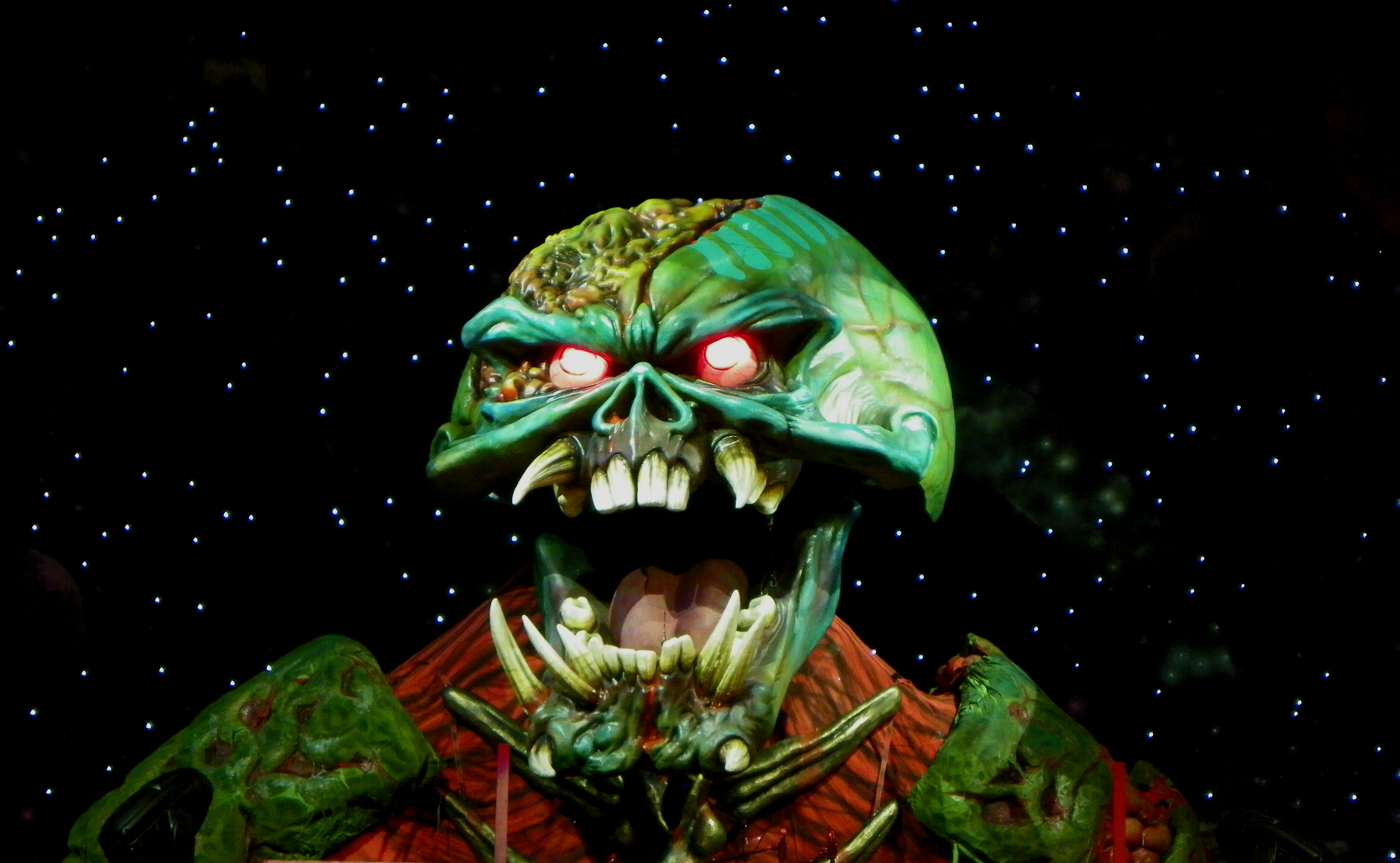
"The Final Frontier Eddie".

Eddie, de nombre completo Eddie the Head o Edward the Head, es la mascota de la banda británica de heavy metal Iron Maiden. Es un personaje antropomórfico que aparece en todas las portadas de los diferentes álbumes de la banda, así como también en los recopilatorios, discos en vivo y sencillos, además de mercancía, que incluye camisetas, pósteres y figuras de acción. Además, Eddie ha estado presente en cada actuación en directo de la banda, representado de diversas maneras. Derek Riggs, su creador, se basó en una propaganda de guerra publicada durante la Guerra de Vietnam, para el aspecto original de esta mascota, presente en el primer disco de Maiden.
El personaje ha sufrido modificaciones y evoluciones a través del tiempo, teniendo originalmente la forma de una especie de zombi asesino Iron Maiden, Killers y Live After Death y No Prayer for the Dying), llegando a ser representado como un cyborg (Somewhere in Time), una momia egipcia (Powerslave), un paciente mental lobotomizado (Piece of Mind), un monstruo troll (Fear of the Dark), entre otros. Estas variaciones tienen relación directa con el tema de cada álbum del que Eddie es su portada.

## Origen del nombre
El nombre de "Eddie" surgió de un chiste que circulaba por el East End de Londres: 

«Una mujer tuvo un hijo que sólo tenía cabeza. "No se preocupe", dijo el doctor. "Tráigalo en cinco años, y muy probablemente tengamos un cuerpo para él". Cinco años más tarde, el día del cumpleaños del niño, entró su padre en la habitación donde estaba Eddie y le dijo: "Hijo, hoy es un día muy importante. Es tu quinto cumpleaños, y te tenemos una sorpresa muy especial". Eddie contestó: "¡Oh no, no me digas que es otro maldito sombrero!"».

## Evolución y encarnaciones

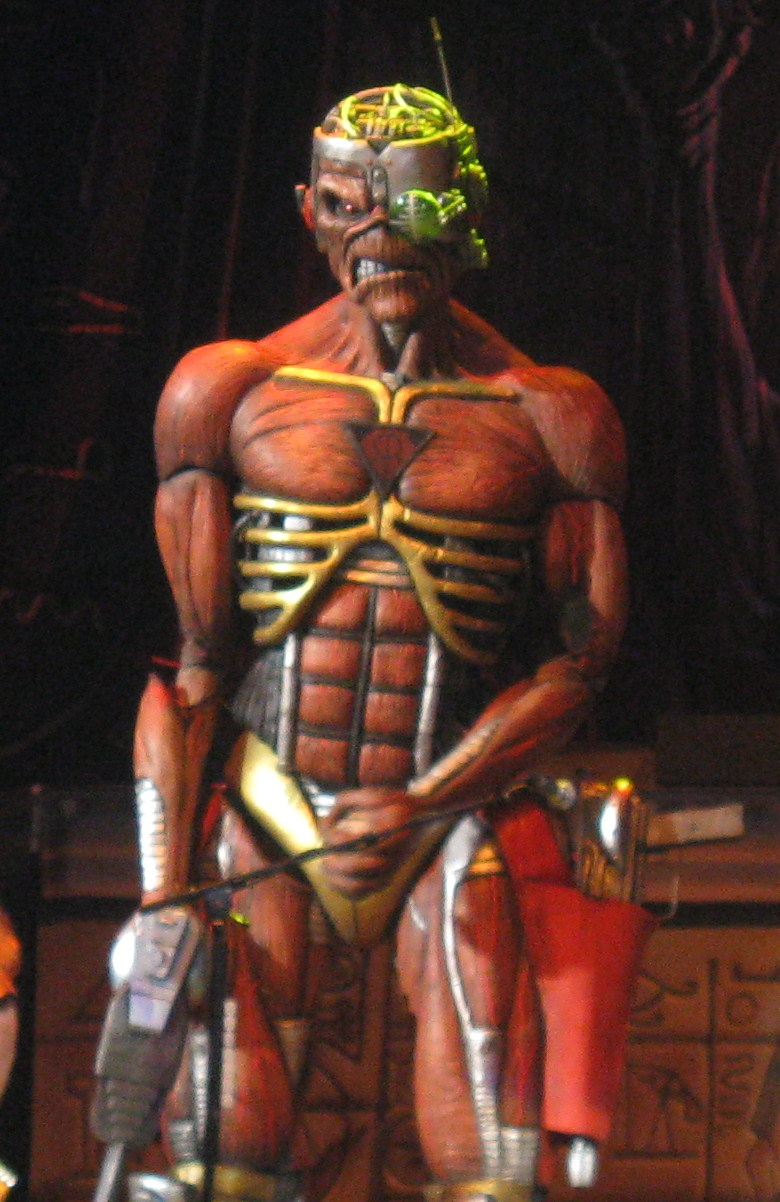
Figura del Eddie del "Somewhere in Time", en un concierto de París, en Francia.

La primera aparición de Eddie fue en la portada del primer sencillo de la banda, "Running Free", en la que su rostro estaba cubierto por la sombra con la intención de proteger su identidad antes del lanzamiento del primer álbum homónimo. "[Iron Maiden] y su segundo álbum [Killers]. Luego vino uno de los discos más famosos de Maiden, "The Number of the Beast", que tiene en su portada, también, a uno de los Eddies más icónicos, controlando al diablo como un títere, que, a su vez, controla a un títere Eddie, lo que causó una gran controversia con los evangelistas americanos que tacharon a la banda de "satánica".
En su siguiente disco, el personaje sufre una notable transformación, ahora aparece lobotomizado, con camisa de fuerza y encadenado a una celda acolchada. Además, en el "Piece of Mind" está incluido uno de sus temas más aclamados por los fans, "The Trooper", que fue lanzado como sencillo, con otro de los Eddies más famosos, vistiendo una chaqueta roja flameando una bandera británica durante la Carga de la Brigada Ligera. Pero el cambio más radical lo sufrió en los siguientes discos, al igual que lo hizo la música de Iron Maiden. En 1986, Eddie se convertía en una especie de cyborg futurista para la portada de "Somewhere in Time", una de las portadas más aclamadas del heavy metal, por el excelente trabajo final lleno de detalles interesantes que la componen, y que rodean a nuestro personaje. Dos años más tarde, en "Seventh Son of a Seventh Son" nos presentan a un surrealista Eddie, con la mayor parte de su cuerpo eliminado, lo que Riggs afirma fue porque estaba "harto de pintarlo". Para "No Prayer for the Dying" vuelve el Eddie clásico con melena, saliendo de una tumba (similar al Live After Death) y ahorcando al predicador evangelista Jimmy Swaggart, imagen que fue modificada para las reediciones del disco. Debido al descenso en la calidad de los dibujos de Derek Riggs, Iron Maiden decidió que el dibujante de la carátula de su nuevo disco no fuese él.
"Fear of the Dark", junto con ser el último trabajo de Bruce Dickinson con Iron Maiden, fue el primero que no contó con Riggs en el diseño de la portada, esta vez corrió por parte de Melvyn Grant, el cual creó a Eddie como una especie monstruo troll saliendo de la corteza de un árbol muerto.
"The X Factor", ya con Blaze Bayley como vocalista, nos presenta a un Eddie real hecho en maqueta, y diseccionado, realizado por Hugh Syme, tanto para su portada como para los sencillos. "Best of the Beast", primer recopilatorio oficial lanzado en 1996, contiene en su carátula a todos los Eddies del pasado creados por Derek Riggs, pero para el siguiente disco de estudio, "Virtual XI", volvió Melvyn Grant (aunque el diseño de sus sencillos, "Futureal" y "The Angel and the Gambler" fue de Riggs).

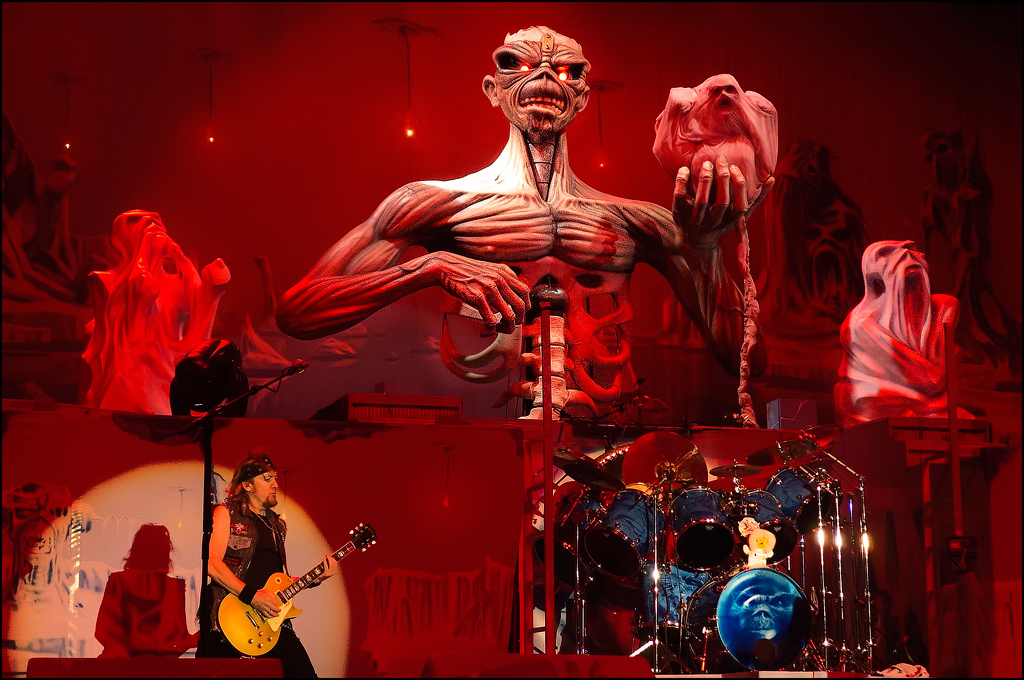
"Seventh Son of a Seventh Son Eddie" en un concierto de 2013.

El año 2000 se caracterizó por el retorno del cantante Bruce Dickinson y del guitarrista Adrian Smith a "Iron Maiden", asimismo de Derek Riggs, el encargado de la portada del "Brave New World", aunque el diseño fue un tanto raro: la cara de Eddie está formada por las nubes que surgen sobre un Londres futurista (similar al Rock in Rio del 2002). Ninguno de los diseños de Derek convenció a Steve Harris para el sencillo "The Wicker Man", debido a la falta de fuerza de los mismos, y la relación Iron Maiden/Derek Riggs se rompe definitivamente tras este disco. El nuevo disco de Maiden, "Dance of Death" trae de nuevo un Eddie diseñado en 3D y un tanto carente de brillo, obra de David Patchett.
Para "The Final Frontier" (2010), el dibujo de Melvyn Grant, muestra a Eddie como un extraterrestre que recupera una llave de una nave espacial. El arte del trabajo causó controversia, por lo diferente del personaje, confundiendo a muchos aficionados alegando que no era Eddie. A pesar de esto, los integrantes de Maiden avalaron este diseño.
El siguiente disco, "The Book of Souls", del 2015, exhibe la portada (creada por Mark Wilkinson) más simple de toda su discografía, con un fondo negro y un primer plano de Eddie con una fachada inspirada en la civilización maya, usando pinturas y orejeras similares a las del pueblo mesoamericano.
En 2016 fue lanzado para dispositivos móviles, el juego de rol "Iron Maiden: Legacy of the Beast", en donde aparecen todas las versiones de Eddie como personajes jugables, así como también varios elementos relacionados con la banda como escenarios y otros personajes.
Para el nuevo trabajo discográfico de estudio, "Senjutsu", lanzado en 2021, la banda contrató los servicios nuevamente de Mark Wilkinson, presentando una versión de Eddie como guerrero del Antiguo Japón, más conocido como samurái, con la típica armadura, el kabuto (casco) y portando como arma una katana, en referencia a la temática del disco, el arte de la guerra japonesa.

## Controversias
El Eddie diseñado para la carátula del sencillo "Sanctuary" trajo la primera censura para Iron Maiden: Eddie aparecía en pie con un cuchillo tras haber apuñalado a Margaret Thatcher, por haber arrancado un póster de Iron Maiden de la pared. La carátula fue censurada en el Reino Unido, pero no en el resto de Europa. Iron Maiden se tomó su particular venganza en la portada del sencillo "Women in Uniform", en la que aparecía de nuevo Margaret Thatcher armada, con una ametralladora, esperando tras una esquina a Eddie, el cual viene caminando con dos mujeres. Esta nueva portada fue criticada, esta vez, por asociaciones feministas y Iron Maiden fue tachado por las mismas de machistas. Otro problema que acarreó este personaje fue el que tuvo tras la famosa actuación de Ozzy Osbourne, en la que arrancaba de un mordisco la cabeza de un murciélago, ya que se diseñó un dibujo en el que Eddie aparecía arrancando la cabeza de Ozzy, lo cual no fue bien recibido por el "Madman" y se tuvo que retirar el cartel.
La mayor controversia, sin embargo, fue reservada para el tercer álbum de la banda, "The Number of the Beast", cuyo arte representaba a Eddie controlando a Satanás como una marioneta. Originalmente creada por Riggs para la portada del sencillo "Purgatory", pero fue considerada demasiado buena por el mánager Rod Smallwood quien decidió guardarla para el próximo lanzamiento de estudio. Esta imagen, junto con la del sencillo "Run to the Hills" (con Eddie peleando contra el diablo), y la del sencillo homónimo (Eddie sosteniendo la cabeza muerta de Satanás), significó ser etiquetados como satánicos y la quema y destrozo de copias del disco por parte de organizaciones religiosas en Estados Unidos, lo cual además ayudó a darle publicidad a la banda y al álbum.